# Eddie Clamp
Harold Edwin „Eddie“ Clamp (* 14. September 1934 in Coalville; † 10. November 1995 in Wolverhampton) war ein englischer Fußballspieler. Der zumeist als rechter Außenläufer agierende „Chopper Eddie“ galt als Vertreter einer besonders körperbetonten Spielweise, war als zweifacher englischer Meister und Pokalsieger von 1960 bei den Wolverhampton Wanderers der „Mann für das Grobe“ und kam in der englischen Nationalmannschaft bei der Weltmeisterschaft 1958 in Schweden zum Einsatz.

## Sportliche Laufbahn
Eddie Clamps Karriere als Profifußballer war durch seine frühen Einsätze in den Jugendauswahlmannschaften von Leicestershire und England vorgezeichnet und so unterschrieb er im Jahr 1952 den ersten Vertrag beim Erstligisten Wolverhampton Wanderers, nachdem er dem Klub bereits drei Jahre zuvor als Amateur beigetreten war. Schnell entwickelte er sich unter dem strengen Regiment von Trainer Stan Cullis zu einem vielversprechenden Talent und kam spät in der Saison 1953/54 zu seinen ersten beiden Ligaeinsätzen – sein Debüt fand am 6. März 1954 in Old Trafford gegen die „Busby Babes“ von Manchester United statt und endete mit einer 0:1-Niederlage. Am Ende gewannen die „Wolves“ den englischen Titel; Clamp hingegen durfte sich aufgrund der geringen Spieleanzahl noch keine eigene Meistermedaille umhängen.
Seinen Durchbruch feierte der „Kämpfer und Balleroberer“ nach zehn Ligapartien in der anschließenden Spielzeit inmitten hochkarätiger Konkurrenz auf den Halbpositionen (Bill Slater, Ron Flowers und Billy Wright) letztlich in der Saison 1955/56. In einer insgesamt sehr körperlich orientierten Mannschaft ragte Clamp durch seine Physis noch heraus. Seine Fähigkeiten blieben jedoch nicht alleinig auf Athletik beschränkt und so waren seine Ball- und Passsicherheit sowie seine Flexibilität im eigenen Team ebenso geschätzt. Zwei Jahre später holte Clamp seine erste englische Meisterschaft und fand sich zudem im Kader für die Fußball-Weltmeisterschaft 1958 in Schweden wieder. Kurz vor dem Turnier hatte er am 18. Mai 1958 in der englischen Auswahl gegen die Sowjetunion debütiert, blieb aber beim 1:1 ebenso ohne Sieg wie unmittelbar danach gegen denselben Gegner im ersten Gruppenspiel, das 2:2 endete. Nach zwei weiteren WM-Spielen an der Seite seiner Mannschaftskameraden Wright und Slater, die ebenso Remis endeten und das vorzeitige Turnieraus Englands zur Folge hatten, war Clamps Nationalmannschaftskarriere bereits im Alter von erst 23 Jahren beendet, da künftig der technisch begabtere Ronnie Clayton von den Blackburn Rovers vorgezogen wurde.
Im Verein blieben Clamps Dienste jedoch weiter gefragt und gemeinsam mit seinen Teamkollegen verteidigte er 1959 den englischen Meistertitel. Das „Meister-Triple“ verpasste er zwar ein Jahr später knapp als Vizemeister hinter dem FC Burnley, aber nach dem 3:0-Finalsieg gegen die Blackburn Rovers im Wembley-Stadion war der Gewinn des FA Cups eine schnelle Entschädigung. Es folgte eine weitere Spielzeit ohne nennenswerte Erfolge, bis Clamp im November 1961 eine neue Herausforderung annahm und die Wolves nach 241 Pflichtspielen und 25 Toren verließ. Mit Johnny Kirkham stand zudem bereits Ersatz für Clamps Position in Wolverhampton bereit.
Sein neuer Verein war der FC Arsenal in London und der 34.000 Pfund teure Neuzugang sollte den primär technischen begabten „Gunners“ eine physischere Note verleihen. Das Experiment scheiterte schnell und Clamp kam auf nur 24 Einsätze. Besonders pikant war, dass nach sechs Monaten mit Billy Wright ein ehemaliger Mannschaftskamerad aus der Zeit in Wolverhampton Trainer des FC Arsenal geworden war und Clamps Weiterverkauf für nur noch 12.000 an Stoke City forcierte. Wright hatte sich mit Clamps aggressiver Spielweise nicht arrangieren können und diesem vor allem das harte Foul an Charlie Aitken von Aston Villa verübelt. In Stoke-on-Trent spielte Clamp ab September 1962 zwar nur noch in der zweiten Liga, stand aber in einer Mannschaft mit zahlreichen Altstars, wozu besonders Stanley Matthews zu zählen war. Gemeinsam gelang der Aufstieg in die Erstklassigkeit, bevor Clamp nach insgesamt zwei Jahren bei den „Potters“ kurzzeitig in die dritte Liga zu Peterborough United wechselte. Seine aktive Karriere ließ er bis 1969 außerhalb des Profifußballs bei Worcester City und Lower Gornal ausklingen.
Clamp ging fortan in Wednesfield einer bürgerlichen Arbeit nach, blieb seinen alten Wolves jedoch anlässlich von Spielen der „alten Herren“ bei Benefizveranstaltungen treu. Seine große Verbundenheit erhielt er sich bis zu seinem Tod im Jahr 1995 und so war Clamp, dessen Mutter zu seiner aktiven Zeit langjährig die orangefarbenen Trikots der Wolverhampton Wanderers wusch, häufiger Tribünengast im Molineux-Stadion.

## Erfolge
- Englischer Meister: 1957/58, 1958/59
- Englischer Pokalsieger: 1959/60